# Elaphocera emarginata
Elaphocera emarginata är en skalbaggsart som beskrevs av Gyllenhall 1817. Elaphocera emarginata ingår i släktet Elaphocera och familjen Melolonthidae. Inga underarter finns listade i Catalogue of Life.